# عادل علييف
عادل علييف (بالأذرية: Adil Əliyev)‏ هو سياسي أذربيجاني، ولد في 25 سبتمبر 1969 في أذربيجان. انتخب عضو الجمعية الوطنية في أذربيجان عن دائرة  وقد انضم خلال فترته النيابية ‏  للكتلة البرلمانية مستقل.